# 村瀬健介
村瀬 健介（むらせ けんすけ、1976年 - ）は日本のジャーナリスト。TBS報道局記者。

## 人物
兵庫県出身。趣味は ベランダ菜園と野菜作り。

## 経歴
関西学院高等部、国際基督教大学卒業後、2001年TBS入社。同期にはアナウンサーの藤森祥平、有馬隼人、竹内香苗らがいる。報道局に配属。報道局社会部記者として警視庁記者クラブ、東京地方検察庁特捜部を担当し、様々な事件事故の取材をする。司法、宮内庁も担当。その後 報道局政治部記者となり、首相官邸や『皇室』の取材も経験。この間『news23』『報道特集』の番組制作やディレクターも担当。2014年に報道局外信部記者となり、2015年2月から4年間 ロンドンに住みながら JNN中東支局長として、中東・アフリカ情勢や紛争地域等の取材やレポートを担当。「大義なき イラク戦争から15年」「シリア内戦～兵器供与の闇」等を制作して『報道特集』で放送され、大きな反響を呼んだ。帰任後は、2019年6月3日から2021年8月27日まで「TBS報道局記者」という肩書で『news23』の取材キャスターを務め、8月30日からは、同番組のコーナー 調査報道23時などを担当するキャスターに横滑り。2022年10月からは『報道特集』のメインキャスターに就任。2024年3月までは 膳場貴子のパートナーを務めたが、同年4月からは総合司会を担当。

## 担当番組
| 期間       | 期間      | 番組名   | 役職                       |
| ---------- | --------- | -------- | -------------------------- |
| 2019年6月  | 2021年8月 | news23   | 取材・フィールドキャスター |
| 2021年9月  | 2023年9月 | news23   | 『調査報道23時』担当       |
| 2022年10月 | 現在      | 報道特集 | 総合司会兼特集担当         |

## 主な著書
- (中東テロリズムは終わらない イラク戦争以後の混迷の源流)
- (「実は良く知らない」ユダヤの力が世界を動かす)
- (「実は良く知らない」アラブの富が世界を変える)